# 鄭旻
鄭旻（1523年—？），字世穆，號鄒山，廣東潮州府揭陽縣人，竈籍，明朝官员。

## 生平
嘉靖二十五年（1546年）中式廣東鄉試第六十二名。嘉靖三十五年（1556年），登丙辰科会试五十名，二甲第八十五名進士。礼部观政，授兵部主事，四十年升兵部武选司员外，四十一年升车驾郎中，四十五年復除原职，隆慶元年（1567年）升任大名府知府，復除河南归德府知府，万历二年五月升贵州按察司副使，四年九月调任山西，六年七月升湖广左参政，九年八月升四川按察使，十年七月升广西右布政使。现有鄭旻墓。

## 家族
曾祖父鄭孟猷；祖父鄭鑾；父鄭鴻，封兵部署员外，加封郎中。母沈氏，封太安人贈宜人。兄鄭昂（歲贡生）、鄭勗。
有子鄭國佐，崇禎辛未科進士。